# منهج ريدجو إميليا
منهج ريدجو إميليا أو ريجيو إميليا (بالإنجليزية: Reggio Emilia approach) هو فلسفة تربوية وأسلوب تعليمي يركز على تعليم مرحلة ما قبل المدرسة والتعليم الابتدائي. وهو منهج دراسي بنائي يطبق أسلوب التعلم المتمركز حول الطالب، حيث يستخدم التوجيه الذاتي والتعلم التجريبي في البيئات التي تقودها العلاقات الاجتماعية. يقوم المنهج على مبادئ الاحترام والمسؤولية والتواصل الاجتماعي من خلال الاسكتشاف واللعب.
جوهر هذه الفلسفة يقوم على افتراض أن الأطفال يشكلون شخصياتهم الخاصة خلال السنوات الأولى من النمو وأنهم قد وهبوا «مائة لغة» يمكنهم من خلالها التعبير عن أفكارهم. الهدف من منهج ريدجو هو تعليم الأطفال كيفية استخدام هذه اللغات الرمزية (مثل الرسم والنحت والدراما) في حياتهم اليومية. تم تطوير هذا المنهج بعد الحرب العالمية الثانية من قبل البيداغوجي لوريس مالاجوزي وأولياء الأمور في القرى المحيطة بمدينة ريدجو إميليا في إيطاليا، ولذلك اشتق اسم المنهج من اسم المدينة.

## الخلفية التاريخية
خلال حقبة ما بعد الحرب العالمية الثانية في إيطاليا، غلب على البلاد «...الرغبة في إحداث تغيير وبأن تخلق من جديد»،  نتيجة للتنمية الاقتصادية والاجتماعية البارزة، بما في ذلك مجال التعليم. وصف أحد التقارير كيف أدت معارضة عام 1976 لسياسة التعليم الابتدائي لبلدية ريدجو إميليا إلى أن تخضع مدارس رياض الأطفال للتدقيق العام. أدى ذلك إلى إدخال منهج ريدجو إلى التعليم المبكر، والذي تم دعمه من قبل الآباء والمجتمع.
اعتمد المنهج على أسلوب مالاجوزي، والذي أصبح معروفا ومقدرا من قبل العديد من المعلمين بفضل معرض متنقل افتتح عام 1981 في متحف Modern Museet في ستوكهولم في السويد، بعنوان «لدى الطفل مائة لغة. حول التربية الإبداعية في مدارس رياض الأطفال العامة في ريدجو إميليا في إيطاليا».  نتيجة لذلك، تم تشكيل المجموعة الوطنية للعمل والدراسة حول مراكز الأطفال الصغار. بحلول عام 1991، ذكرت مجلة Newsweek أن المدارس في ريدجو إميليا كانت من بين أفضل أنظمة المدارس حول العالم. 
في 24 مايو 1994، تأسست المنظمة غير الربحية «جمعية أصدقاء أطفال ريدجو الدولية» بهدف الترويج لعمل لوريس مالاجوزي ولتنظيم فعاليات التطوير المهني وفعاليات ثقافية حول هذا المنهج. في نوفمبر 2002، خلال المؤتمر السنوي للرابطة الوطنية لتعليم الأطفال الصغار في شيكاغو، تم تأسيس تحالف ريدجو إميليا الشمالي الأمريكي رسميًا. 
في عام 2003، قررت بلدية ريدجو إميليا أن تدير أنظمة وشبكات الخدمات المدرسية ومراكز الأطفال الصغار من خلال تشكيل Istituzione Scuole e Nidi d'Infanzia. وقد مكن هذا المدارس المحلية ومدارس رياض الأطفال من الحصول على برامج وأنشطة مستقلة مستوحاة من منهج ريدجو بدعم من الحكومة الإيطالية.
في فبراير 2006، تم إنشاء مركز لوريس مالاجوزي الدولي في ريدجو إميليا في إيطاليا، كموقع اجتماع للتطوير المهني ومركز أبحاث لفلسفة ريدجو. في 29 سبتمبر 2011، تم إنشاء مؤسسة أطفال ريدجو-لوريس مالاجوزي غير الربحية في مركز لوريس مالاجوزي الدولي لتعزيز «التعليم والأبحاث لتحسين حياة الناس والمجتمعات في ريدجو إميليا وحول العالم».

## الفلسفة
تستند فلسفة ريدجو إميليا على مجموعة المبادئ التالية:
- يجب أن يملك الأطفال بعض التحكم في اتجاه تعلمهم؛
- يجب أن يكون الأطفال قادرين على التعلم من خلال تجارب اللمس والحركة والاستماع والمراقبة؛
- يملك الأطفال علاقات مع الأطفال الآخرين ومع الأشياء المادية في العالم ويجب السماح لهم باستكشافها؛
- يجب أن يكون لدى الأطفال طرق وفرص لا حصر لها للتعبير عن أنفسهم.

منهج ريدجو إميليا لتعليم الأطفال الصغار يجعل النمو الطبيعي للأطفال والعلاقات الوثيقة التي يتشاركونها مع بيئتهم في جوهر فلسفته. يكمن أساس منهج ريدجو إميليا في رؤيته المميزة للطفل: لتعزيز التعلم لدى أصغر المتعلمين بهدف إنشاء أفضل اندماج ممكن بين الـ«المائة اللغة» التي يملكها الأطفال. في هذا المنهج، هناك اعتقاد بأن الأطفال لهم حقوق ويجب منحهم الفرص لتطوير إمكاناتهم. يعتبر الأطفال «حاملي المعرفة»، لذلك يتم تشجيعهم على مشاركة أفكارهم وخواطرهم حول كل ما يمكنهم مقابلته أو القيام به خلال اليوم. «متأثرًا بهذا الاعتقاد، يُنظر إلى الطفل على أنه جميل، قوي، كفء، مبدع، فضولي، مليء بالإمكانيات والرغبات الطموحة.»  يُنظر إلى الطفل على أنه صانع نشط للمعرفة. بدلاً من أن يُنظر إليه على أنه هدف للتعليم، يُنظر إلى الطفل على أنه يلعب دورًا نشطًا كمتدرب. ويمتد هذا الدور أيضًا إلى دور الباحث. يتم الكثير من التعليم في مدارس ريدجو إميليا في شكل مشاريع حيث يكون لدى الأطفال فرص للاستكشاف والمراقبة وطرح الفرضيات والتساؤل والمناقشة لتوضيح فهمهم. يُنظر إلى الأطفال أيضًا على أنهم كائنات اجتماعية ويتم التركيز على الطفل وعلاقته بالأطفال الآخرين والأسرة والمعلمين والمجتمع بدلاً من التركيز على كل طفل في عزلة. يتم تعليمهم أن احترام الأشخاص الآخرين أمر مهم لأن للجميع «كيان شخصي» أثناء تواجدهم كجزء من مجموعة.
منهج ريدجو إميليا للتعليم المبكر يتقارب نظريًا مع جون ديوي وجان بياجيه وفيجوتسكي وجيروم برونر بالإضافة إلى آخرين. وكثير مما يحدث في الفصل يعكس نهج بنائي للتعليم المبكر. منهج ريدجو إميليا يتحدى بعض المفاهيم المتعلقة بكفاءة المعلم والممارسات الملائمة تنمويًا. على سبيل المثال، يؤكد المدرسون في ريدجو إميليا على أهمية الحيرة كعامل مساهم في التعلم؛ وبالتالي من أهم الإستراتيجيات التعليمية هي السماح بحدوث الأخطاء عمدا، أو بدء مشروع بدون خطة واضحة بما قد يؤدي إليه. من الخصائص الأخرى التي تتعارض مع معتقدات العديد من التربويين الغربيين هي أهمية قدرة الطفل على التفاوض في مجموعة الأقران.
أحد أكثر الجوانب تحديًا في نهج ريدجو هو التماسه لوجهات نظر متعددة فيما يتعلق باحتياجات الأطفال واهتماماتهم وقدراتهم، والإيمان بأن الآباء والمعلمين والأطفال سيساهموا بطرق هادفة في تحديد التجارب المدرسية. يثق المعلمون في قدرتهم على الاستجابة بشكل مناسب لأفكار الأطفال واهتماماتهم، ويثقون بأن الأطفال مهتمون بأمور تستحق المعرفة عنها، ويثقون أن الآباء سيكونون أعضاء مطلعين ومنتجين في فريق تعليمي تعاوني. والنتيجة هي جو من التوافق والتعاون المناسب تنمويًا للبالغين والأطفال على حد سواء.

## دعم المجتمع ومشاركة الوالدين
تقليد ريدجو إيميليا في دعم المجتمع للأسر التي لديها أطفال صغارتعود إلى فكر يتم التمسك به في إميليا رومانيا وتوسكانا باعتبار الأطفال مسؤولية جماعية للمجتمع المحلي. في ريدجو إميليا، تعتبر برامج الرضع والأطفال الصغار وما قبل الابتدائي جزءًا مهمًا من المجتمع، كما ينعكس في المستوى المرتفع للدعم المالي. وتظهر مشاركة المجتمع أيضًا في عضوية المواطنين في La Consulta ، وهي لجنة مدرسية تمارس تأثيرًا كبيرًا على سياسة الحكومة المحلية.
الآباء عنصر مهم في فلسفة ريدجو إميليا؛ يُنظر إليهم على أنهم شركاء ومتعاونون ومؤيدون لأطفالهم. يحترم المعلمون أولياء الأمور باعتبارهم المعلم الأول لكل طفل، ويشركون الآباء في كل جانب من جوانب المنهج الدراسي. ليس من الغريب رؤية أولياء الأمور يتطوعون في فصول ريدجو إميليا  في جميع أنحاء المدرسة. هذه الفلسفة لا تنتهي عندما يترك الطفل الفصل، بل يدمج بعض الآباء الذين اختاروا إلحاق أطفالهم بمنهج ريدجو إميليا العديد من مبادءه في أساليبهم التربوية وحياتهم المنزلية. حيث يعكس دور الوالدين دور المجتمع على مستوى المدرسة والفصل. من المتوقع من أولياء الأمور أن يشاركوا في المناقشات حول سياسات المدرسة، ومخاوفهم حول نمو الطفل وصناعة المناهج وتقييمها.

## دور المعلمين

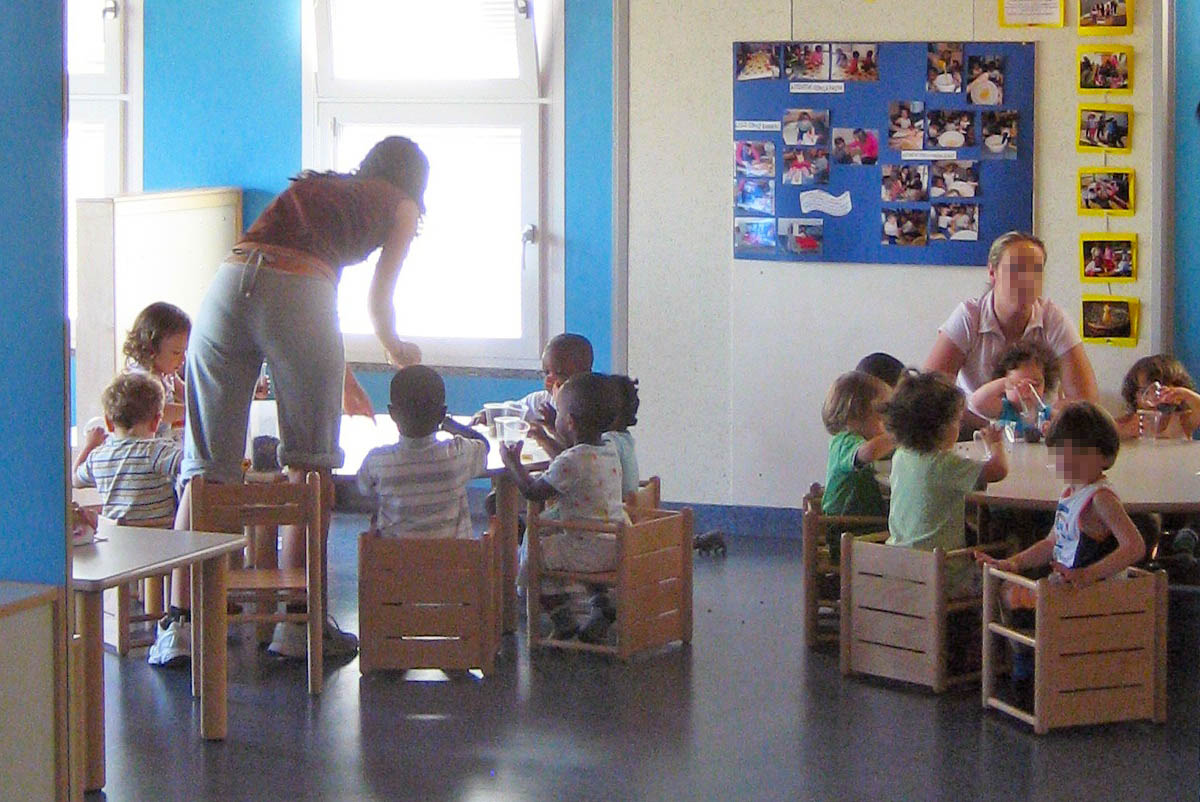
معلمون وأطفال في حضانة إيطالية

في منهج ريدجو، يعتبر المعلم مشاركًا في عملية التعلم مع الأطفال ومتعاونًا معهم وليس مجرد مرشد. يتم حث المعلمين على تسهيل تعلم الطفل من خلال التخطيط لأنشطة ودروس تستند على اهتمامات الأطفال، وطرح الأسئلة لتحسين الفهم، والمشاركة في الأنشطة جنبًا إلى جنب مع الأطفال بدلاً من المراقبة غير الفعالة لتعلمهم. «بصفته شريكًا للطفل، يكون المعلم بداخل وضع التعلم» (هيويت، 2001).
بعض تطبيقات منهج ريدجو إميليا توضح التباين بين مفهومها عن المعلم كمتعلم مشارك ومستقل مع مناهج أخرى. على سبيل المثال:
التزام المعلمين طويل الأمد بتعزيز فهمهم للأطفال هو جوهر منهج ريدجو إميليا، حيث أنهم يعوضون عن نقص تدريب ما قبل الخدمة لمعلمي الطفولة المبكرة الإيطاليين من خلال توفير فرص تطوير وظيفي واسعة مع أهداف يحددها المعلمون بأنفسهم. استقلالية المعلم واضحة في غياب أدلة المعلم أو أدلة المناهج أو اختبارات الكفاءة.حيث أن الافتقار إلى التفويضات المفروضة خارجيًا تنتج ضرورة أن يصبح المعلمون مراقبين ماهرين للأطفال من أجل التخطيط لمناهجهم وتنفيذها.
أثناء العمل على المشاريع مع الطفل، يمكن للمعلم أيضًا توسيع تعلم الطفل من خلال جمع بيانات يمكن مراجعتها في وقت لاحق. كما يجب على المعلم الحفاظ على مشاركة فعالة ومتبادلة خلال النشاط من أجل التأكد أن الطفل يفهم بوضوح ما يتم تعليمه. يشارك المعلمون مع الزملاء والطلاب وأولياء الأمور في عملية التعلم، ويناقشون ملاحظاتهم معهم كجزء من حوار مستمر وتطوير لامتناهي لأفكارهم وممارساتهم. وهذا يتيح لهم أن يكونوا مرنين في خططهم وأساليبهم التعليمية.
في كثير من الأحيان، يستمع المعلمون إلى الأطفال ويراقبونهم في الفصل ثم يسجلون ملاحظاتهم من أجل صناعة المناهج وإعداد البيئة وأدوات التدريس بشكل يدعم اهتمامات الطفل.

### التوثيق
يولي المعلمون اهتمامًا كبيرًا لتوثيق وعرض أفكار الطلاب باستخدام متنوع الوسائط. يستفسر ويستمع المعلم عن كثب إلى الأطفال بدلا عن اتباع أساليب التقييم الموحد. مثال على التوثيق قد يكون كتابًا أو لوحة تتضمن كلمات الطالب ورسوماته وصوره. من خلال جعل التعلم مرئيًا، يمكن دراسة تفكير الطالب وشعوره بينما يساعد التوثيق على تقييم عمل المعلمين وتنقيح المناهج الدراسية. كما يوفر معلومات لأولياء الأمور فيما يتعلق بتجربة تعلم أطفالهم أثناء إنشاء أرشيف للفصل والمدرسة.

## دور المحيط الخارجي

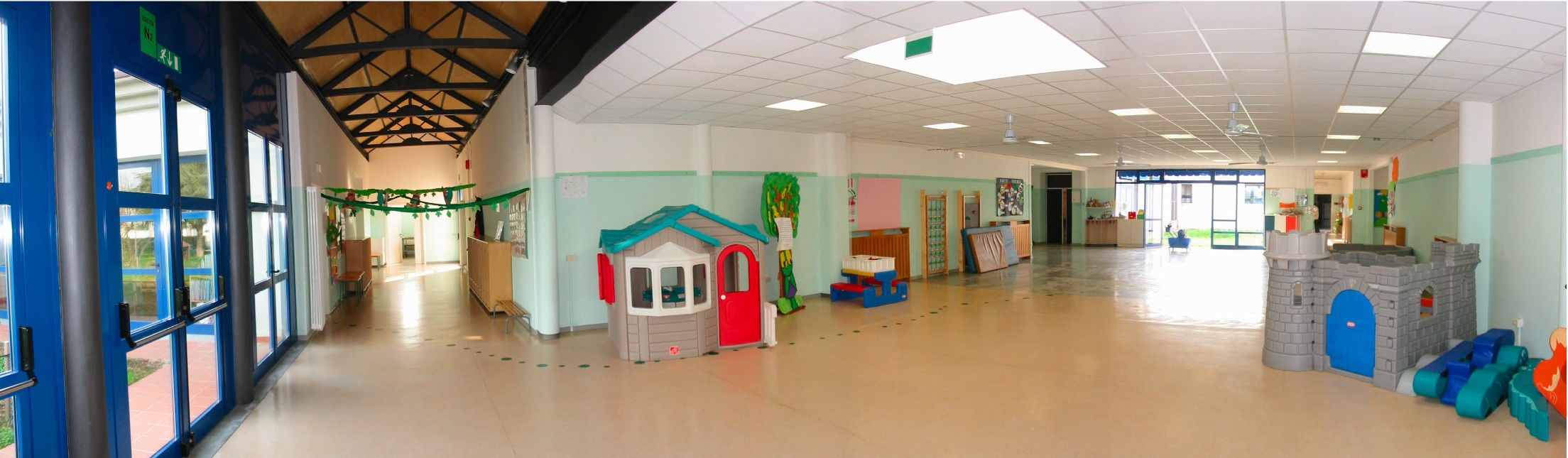
مساحة مشتركة في رياض أطفال

يعتقد مالاجوزي أن المحيط الخارجي له أهمية أساسية في برامج الطفولة المبكرة؛ فأشار إليه باسم «المعلم الثالث» إلى جانب البالغين والطلاب الآخرين. أحد الأهداف في تصميم المساحات الجديدة (وإعادة تصميم المساحات الموجودة) هو دمج الفصل مع البيئة المحيطة: وهي بقية المدرسة والمجتمع الذي تعد المدرسة جزءًا منه. تكمن أهمية البيئة في اعتقاد أن الأطفال يمكنهم إيجاد المعنى وفهم عالمهم على أفضل وجه من خلال البيئات التي تدعم «العلاقات المعقدة والمتنوعة والمستدامة والمتغيرة بين الناس، وعالم التجربة والأفكار والطرق العديدة للتعبير عنها».
من الناحية المادية، توفر مدارس رياض الأطفال عادة الضوء الطبيعي والنباتات المنزلية من أجل توفير بيئة حميمة وقريبة من قلوب وعقول الأطفال. الفصول الدراسية مفتوحة على المطابخ وتطل على ساحة مركزية، ويتم توفير طرق للوصول إلى المجتمع المحيط والعالم الخارجي من خلال الأفنية والنوافذ الكبيرة والأبواب الخارجية في كل فصل. يجذب انتباه كل من الأطفال والبالغين من خلال استخدام المرايا (على الجدران والأرضيات والسقوف) والصور وأعمال الأطفال المصحوبة بتدوينات لمناقشاتهم. نفس هذه الخصائص تميز التصميم الداخلي للفصول، حيث تتخلل أعمال ومشاريع الأطفال بين مصفوفات من الأشياء التي تم العثور عليها ومواد الفصل. فتقوم البيئة بإعلام المشاهد وإشراكه.
العناصر الأخرى الداعمة للبيئة تشمل مساحات واسعة تحفظ فيها اللوازم، ويتم إعادة ترتيبها بشكل متكرر للفت الانتباه إلى ميزاتها الجمالية. يوجد في كل فصل دراسي مساحات استوديوعلى شكل مشغل كبير يقع في موقع مركزي ومشغل آخر أصغر، ومساحات مخصصة للأنشطة الجماعية. هناك جهد مبذول في جميع أنحاء المدرسة لصنع فرص للأطفال ليتفاعلوا مع محيطهم. تقع منطقة الملابس في الساحة المركزية؛ والفصول متصلة بالهواتف والممرات والنوافذ؛ وغرف الغداء والحمامات مصممة لتشجيع الجماعة.
تبقى مجموعة من الطلاب مع معلم واحد لمدة ثلاث سنوات، مما يخلق اتساقًا في البيئة والعلاقات.

## المشاريع طويلة الأمد كأدوات للتعلم
يتميز المنهج بالعديد من الخصائص التي دعت إليها الأبحاث الحديثة حول الأطفال الصغار، بما في ذلك حل مشكلات الحياة الواقعية بين الأقران، بالإضافة إلى العديد من الفرص للتفكير الإبداعي والاستكشاف. غالبًا ما يعمل المعلمون في مشاريع مع مجموعات صغيرة من الأطفال، بينما يشارك باقي الفصل في مجموعة متنوعة من الأنشطة التي يختارونها بأنفسهم كما تكون العادة في فصول ما قبل المدرسة.
تختلف المشاريع التي يشارك فيها المعلمون والأطفال في جوانب عدة عن مفهوم المعلمين الأمريكيين للوحدة الدراسية أو الدراسات الموضوعية. قد يُشتق الموضوع مباشرة من ملاحظات المعلم عن لعب الأطفال واستكشافهم العفوي. ويتم أيضًا اختيار موضوعات المشاريع بناءً على الفضول الأكاديمي أو المتطلبات الإجتماعية من قبل المعلمين وأولياء الأمور، أو الصدف التي قد تجذب انتباه الأطفال والمعلمين. يضع معلمو ريدجو قيمة عالية لقدرتهم على الارتجال والاستجابة لقابلية الأطفال على الاستمتاع بما هو غير متوقع. بغض النظر عن منشأ المشاريع، الناجحة منها هي تلك التي تولد قدرًا كافيًا من الاهتمام والشك لتحفز التفكير الإبداعي ومهارة حل المشكلات لدى الأطفال، وتكون أيضًا مناسبة لأساليب مختلفة من الاستكشاف. نظرًا لأن القرارات المتعلقة بالمناهج الدراسية تستند إلى النواحي التنموية والاجتماعية والثقافية، يعمل مجموعات صغيرة من الأطفال من مختلف القدرات والاهتمامات ومنهم ذوي الاحتياجات الخاصة معًا في المشاريع.
تبدأ المشاريع من خلال مراقبة المعلمين للأطفال وسؤالهم حول الموضوع المقرر. بناء على ردود الأطفال، يقدم المعلمون المواد والأسئلة والفرص التي تحفزهم على استكشاف الموضوع بشكل أكبر. بالرغم من أن دفع المعلمين متوقع، غالبًا ما تتحرك المشاريع في اتجاهات غير متوقعة نتيجة لمشاكل يحددها الأطفال. وبالتالي فإن التخطيط للمناهج وتنفيذها يعتمد على مشاريع مفتوحة وغالبًا ما تكون طويلة الأمد ومبنية على الطبيعة المتبادلة في النشاطات التي يوجهها المعلم ويبدأها الطفل. يتم إعطاء جميع الموضوعات من قبل الأطفال. في المناهج المبنية على المشاريع، يتم منح الأطفال فرصًا لإنشاء روابط بين معرفتهم السابقة والجديدة أثناء الانخراط في مهام واقعية.

## المئة لغة الخاصة بالأطفال
يشير مصطلح «المئة لغة الخاصة بالأطفال» إلى الأساليب العديدة التي يمتلكها الأطفال للتعبير عن أنفسهم. يوفر مدرسو ريدجو إيمليا للأطفال طرقًا مختلفة للتفكير والمراجعة وبناء الأفكار والتفاوض والتطوير والتعبير الرمزي عن أفكارهم ومشاعرهم. الهدف هو أن يفهم البالغون والأطفال بعضهم البعض بشكل أفضل. 
بينما يقدم الأطفال على التحقيق وينتجون ثم يختبرون فرضياتهم، يتم تشجيعهم على توضيح فهمهم من خلال واحدة من العديد من اللغات الرمزية، بما في ذلك الرسم والنحت واللعب الدرامي والكتابة. هم يعملون معًا من أجل حل المشكلات التي تظهر. يقوم المعلمون بإنشاء ومراقبة نقاشات متعلقة بمدى التزام رسم الطفل أو أي شكل آخر من أشكال التوضيح بالهدف الذي يريد التعبير عنه. يتم تشجيع مراجعة الرسومات (والأفكار)، ويسمح المعلمون للأطفال بتكرار الأنشطة وتعديل عمل بعضهم البعض من أجل هدفهم الجماعي وهو فهم الموضوع بشكل أفضل. يعزز المعلمون مشاركة الأطفال في عمليات الاستكشاف والتقييم، مع الإقرار بأهمية منتجاتهم كأدوات للتبادل.

## روابط خارجية
- الصفحة الرئيسية لأطفال ريدجو